# Stygnocoris rusticus
Stygnocoris rusticus ist eine Wanze aus der Familie der Rhyparochromidae.

## Merkmale
Die Wanzen werden 3,1 bis 4,4 Millimeter lang und sind damit die größte Art ihrer Gattung in Mitteleuropa. Vertreter der Gattung Stygnocoris erkennt man durch die feine Behaarung auf dem Pronotum und den Hemielytren. Das Pronotum ist komplett punktiert und die Schenkel (Femora) der Vorderbeine tragen keine Sporne. Stygnocoris rusticus hat ein einheitlich schwarz gefärbtes Pronotum. Ihre Dorsalseite ist matt und kurz beflaumt. Die Tiere haben in der Regel reduzierte (brachyptere) Flügel, es gibt jedoch auch welche mit voll entwickelten (makropteren) Flügeln, vor allem Weibchen.

## Verbreitung und Lebensraum
Die Art ist in Europa mit Ausnahme des hohen Nordens und des äußersten Südens und östlich bis nach Zentralasien verbreitet. Die Art wurde in Nordamerika durch den Menschen eingeschleppt. In Mitteleuropa ist sie weit verbreitet und fast überall häufig. Sie steigt in den Alpen deutlich über 1000 Meter Seehöhe, man findet sie auch bis in die Mittelgebirgslagen. In Großbritannien ist sie weit verbreitet, tritt aber nur lokal auf. Besiedelt werden verschiedene offene bis halbschattige, feuchte bis trockene und warme Lebensräume. Man findet sie an Küsten mit salzigen Böden, Ufern von Süßgewässern und Mooren sowie in Sand- und Kalkmagerrasen und nicht selten auch auf Ruderalflächen und Kulturland mit dichter Krautschicht.

## Lebensweise
Die Tiere leben am Boden. Die Imagines saugen an herabgefallenen Samen, aber auch auf den Pflanzen an unreifen Samen. Sie sind polyphag und offenbar an keine bestimmten Nahrungspflanzen gebunden. Die Weibchen legen ihre Eier in die Stängel von krautigen Pflanzen oder in totes Pflanzenmaterial am Boden ab. Die Entwicklung erfolgt gleich wie bei Stygnocoris sabulosus: Die Paarung findet erst ab August und September statt, die Eier werden ab September bis in den Jänner hinein abgelegt. Die Überwinterung erfolgt im Ei, nur einzelne Imagines, vor allem Weibchen, überleben den Winter. Ab Mai schlüpfen die Nymphen.

## Belege